# Marc Romera i Roca
Marc Romera i Roca (Barcelona, 7 de juliol de 1966) és un escriptor (poeta i narrador) català. És membre fundador i editor de LaBreu Edicions, tasca que combina amb la docència de la literatura. Ha fet periodisme cultural a la ràdio i ha exercit la crítica literària al Quadern d'El País i a la revista Caràcters.
Des dels inicis, influïts per Gabriel Ferrater i J.V. Foix, els poemaris de Romera són cadascun d'ells una proposta nova que pretén explorar els límits en què s'emmarca la seva singular poètica. És a partir de La mel (2001) que l'autor assoleix una veu pròpia que, sense canviar i mantenint-se fidel a una idea eufònica de la frase, busca nous formats per expressar una denúncia global i desenvolupar el seu viatge a través del discerniment de la condició humana i del problema de la comunicació. La mel és una inversió de la missa de difunts, una invitació en format carpe diem al pecat i a la intensitat vital. Els alexandrins elegants i sonors d'aquest llibre donen pas al vers lliure, però sempre musicat, de La pau del cranc (2002), on la figura del psicòpata serveix per esbossar la imatge d'autoexclusió social del poeta, i d'aquí als poemes concentrats i estrictament octosil·làbics de L'aigua (2008), on el poeta insisteix des de la mirada crítica que combina la denúncia amb la fixació dels instants essencials, ara, respecte a La mel, vestits d'una pàtina de desengany i renúncia. El 2013 Marc Romera va rebre el Premi Carles Riba de poesia per La nosa (2014) que també va rebre el Premi Josep Maria Llompart al millor llibre de poesia publicat de l'any, dintre els Premis Cavall Verd, un poemari que sorgeix de la incomoditat i pretén incomodar el lector mentre el reconforta amb una altíssima construcció estètica de llenguatge. Són cinquanta poemes en (falsa) prosa carregats de referències literàries (tret comú a tota la seva obra) i on la sintaxi es tensa explorant els seus límits sense renunciar al ritme i a una presència de la musicalitat que sovint esclata en virtuosisme verbal. I és aquesta mateixa veu, ara configurant un obituari que pretén fixar el dol, que, a Neu negra (2016), es depura i destil·la fins a l'essencialitat en una alquímia que transforma el dolor de la mort (en aquest cas la del seu pare i la del seu mestre, Francesc Garriga Barata) en una experiència de poesia extrema.
Paral·lelament, però amb un mateix sentit de llenguatge, Romera inicia el seu trajecte de narrador amb Mala vida (2002), novel·la generacional de ritme trepidant que esdevé llibre de culte i que retrata una joventut despistada i sotmesa al desassossec de qui ho ha tingut tot fet, ha arribat tard a quasi totes les lluites i intenta compensar-ho a base de drogues, sexe, mandra i festa extrema. Amanida d'animals (2004) és un exercici d'estils a partir d'una vintena de contes protagonitzats pels típics personatges de Romera, gent que s'autoexclou o que no pot assumir la normalitat com a sistema de vida, que viu una o altra situació d'incomunicació, com els dels relats de La intimitat (2008). Del 2014 és la novel·la eròtica, Les relacions virtuoses, una recreació actualitzada de Les Liaisons dangereuses (Les relacions perilloses) de Pierre Choderlos de Laclos, on els límits de l'erotisme i la pornografia es combinen amb una dialèctica sobre la seducció i la manipulació i l'engany a partir de les noves xarxes socials. Amb tot, Les relacions virtuoses és una novel·la eròtica que no renuncia a les exigències literàries de l'autor i que posa el llistó molt alt en l'ús del llenguatge, sobretot si es compara amb la majoria de títols a què ens té acostumats aquest gènere.

## Obra publicada

### Poesia
- Al balcó hi penja un bosc de colobres mesquines. Bosc de colobres, Òmnium Cultural, Reus, 1986.
- Genolls de fum. Llibres del Mall, Barcelona, 1988.
- Disfresses. Columna: Barcelona, 1990.
- La mandra. Columna: Barcelona, 1994.
- La mel. Cafè Central / Eumo, Barcelona / Vic, 2002.
- La pau del cranc. Empúries / Ed. 62, Barcelona, 2002.
- L'aigua. Alabatre, LaBreu Edicions, Barcelona, 2008.
- La nosa. Proa, Barcelona, 2013.
- Neu negra. Alabatre, LaBreu Edicions, Barcelona, 2016.
- Rock & Roll, LaBreu Edicions, Barcelona, 2016.

### Novel·les
- Mala vida. Angle, 2002.
- Amanida d'animals. Angle, 2004 (recull de contes).
- La intimitat. Empúries, 2008 (recull de contes).
- Les relacions virtuoses. RBA / La Magrana, 2014.

## Premis[2]
- 1986: Premis Literaris Baix Camp. Gabriel Ferrater de poesia per Al balcó hi penja un bosc de colobres mesquines
- 1988: Premi Amadeu Oller per Genolls de fum
- 1989: Premi Martí Dot per Disfresses
- 1992: Premi Bufar i fer ampolles de Berga per Hivern de mar
- 1993: Premi de Poesia Josep Maria López Picó per La Mandra
- 2002: Premi de poesia Sant Cugat a la memòria de Gabriel Ferrater per La pau del cranc
- 2013: Premi Carles Riba de poesia per La nosa
- 2015: Premi Cavall Verd per La nosa